# Minucia wiscotti
Minucia wiskotti là một loài bướm đêm trong họ Erebidae.